# Dedenbach

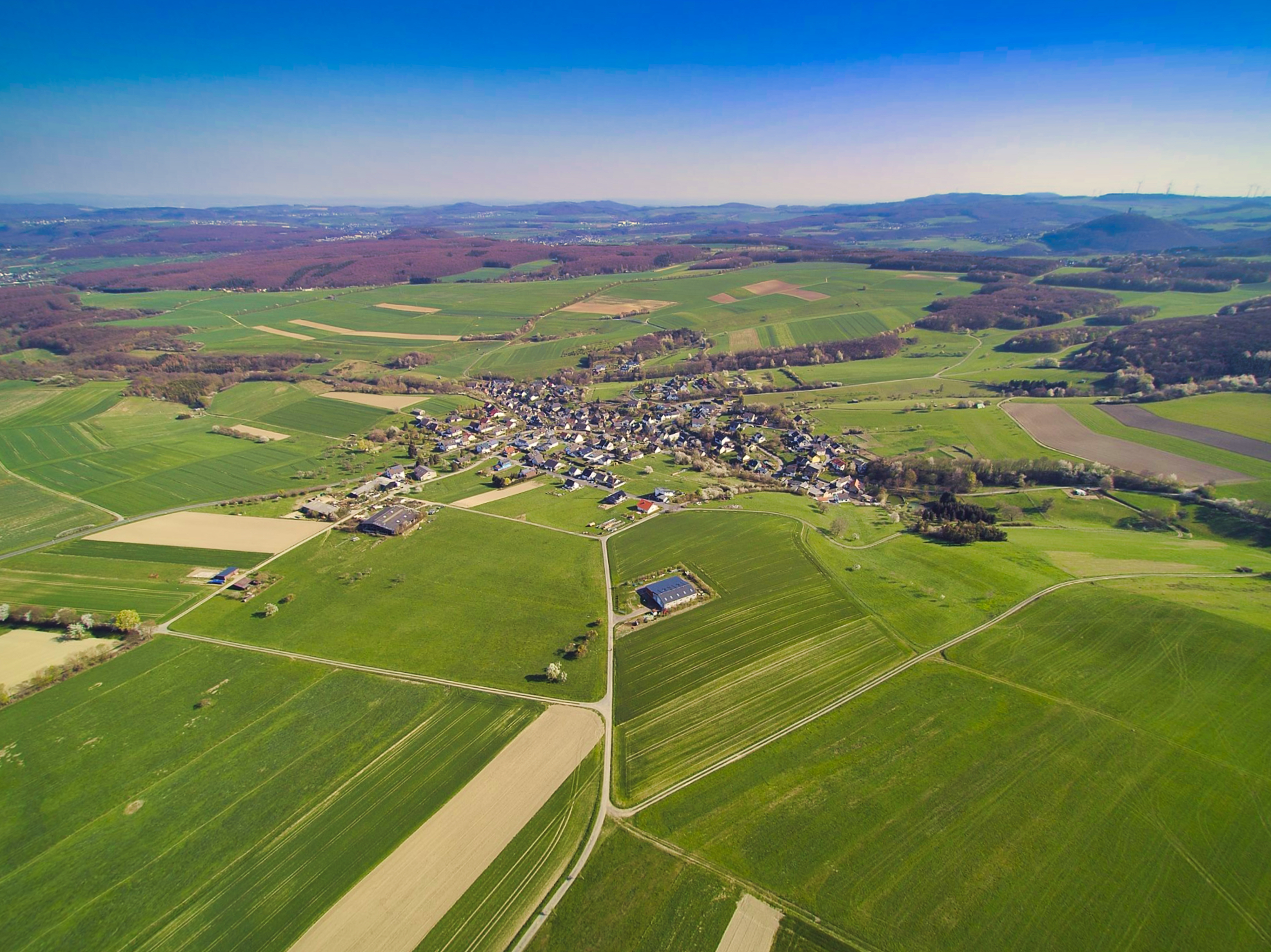
Blick über Dedenbach

Dedenbach ist eine Ortsgemeinde im Landkreis Ahrweiler in Rheinland-Pfalz. Sie gehört der Verbandsgemeinde Brohltal an, die ihren Verwaltungssitz in Niederzissen hat.

## Geographische Lage
Dedenbach liegt in der Osteifel in einem Seitental des Vinxtbachs. Das Gemeindegebiet liegt im Landschaftsschutzgebiet „Rhein-Ahr-Eifel“.
Die Gemeinde gliedert sich in die Ortsteile Oberdorf, Mitteldorf und Unterdorf.

## Geschichte
In dem Ort entstanden nicht vor dem 12. Jahrhundert größere geschlossene Siedlungen – vergleichsweise spät. Davor hat es dort, ähnlich wie in den Nachbarorten Vinxt und Schalkenbach, nur wenige Siedlungs- und Hofanlagen aus der römerzeitlichen und fränkischen Ära gegeben. Erstmals urkundlich erwähnt wurde Dedenbach in einer Urkunde vom 25. Juli 1309 von Gerhard Burggraf von der Landskron. Darin hat sich der Graf mit Königsfeld dahingehend geeinigt, dass ihm auch künftig zu Recht der bisher bezogene Zehnt von einer Wiese, „in der Beenth“ genannt, unterhalb des „villam Deidenbach“, zustehe.
Die Schreibweise der heutigen Ortsgemeinde hat sich im Verlauf ihrer Geschichte mehrfach geändert: 1309 nannte man sie „Deidenbach“, 1310 „Deydenbag“, 1329 „Dedynbach“, 1441 „Deydenbach“, ab 1624 „Diedenbach“ und ab 1696 Dedenbach (mundartlich: Dädemech).
Statistik zur Einwohnerentwicklung
Die Entwicklung der Einwohnerzahl von Dedenbach, die Werte von 1871 bis 1987 beruhen auf Volkszählungen:
| Jahr | Einwohner |
| ---- | --------- |
| 1815 | 357       |
| 1835 | 355       |
| 1871 | 317       |
| 1905 | 297       |
| 1939 | 305       |

| Jahr | Einwohner |
| ---- | --------- |
| 1950 | 320       |
| 1961 | 346       |
| 1970 | 370       |
| 1987 | 367       |
| 1997 | 389       |

| Jahr | Einwohner |
| ---- | --------- |
| 2005 | 411       |
| 2011 | 435       |
| 2017 | 453       |
| 2023 | 486       |

## Politik

### Bürgermeister
Michael Freund wurde am 19. August 2019 Ortsbürgermeister von Dedenbach, nachdem er als Erster Beigeordneter bereits seit Januar übergangsweise die Amtsgeschäfte geführt hatte.
Er wurde im Juni 2024 wiedergewählt.
Freunds Vorgänger waren der im Januar 2019 verstorbene Joachim Schneider, der 2014 per Losentscheid ins Amt gekommen war, nachdem zuvor zehn Wahlgänge im Ortsgemeinderat mit insgesamt vier Kandidaten keine ausreichende Mehrheit gebracht hatten, und bis 2014 Manfred Meier.

### Wappen
| Wappen von Dedenbach | Blasonierung: „In Grün durch eine silberne Zwillingswellenleiste schräg geteilt, oben ein goldenes, sechsspeichiges römisches Rad, unten ein goldenes Hochkreuz.“ |
| Wappen von Dedenbach | |

## Öffentliche Einrichtungen
- Eifelgoldhalle Dedenbach

## Sehenswürdigkeiten
- Schuhmacherkreuz von 1761 – Hochkreuz mit Pietàdarstellung, um das sich eine Sage rankt. Es steht in der Nähe des kleinen Basaltvulkans Steinbüschelchen.
- Kapelle St. Maria Virgines, erbaut 1894. Architekt: Caspar Clemens Pickel

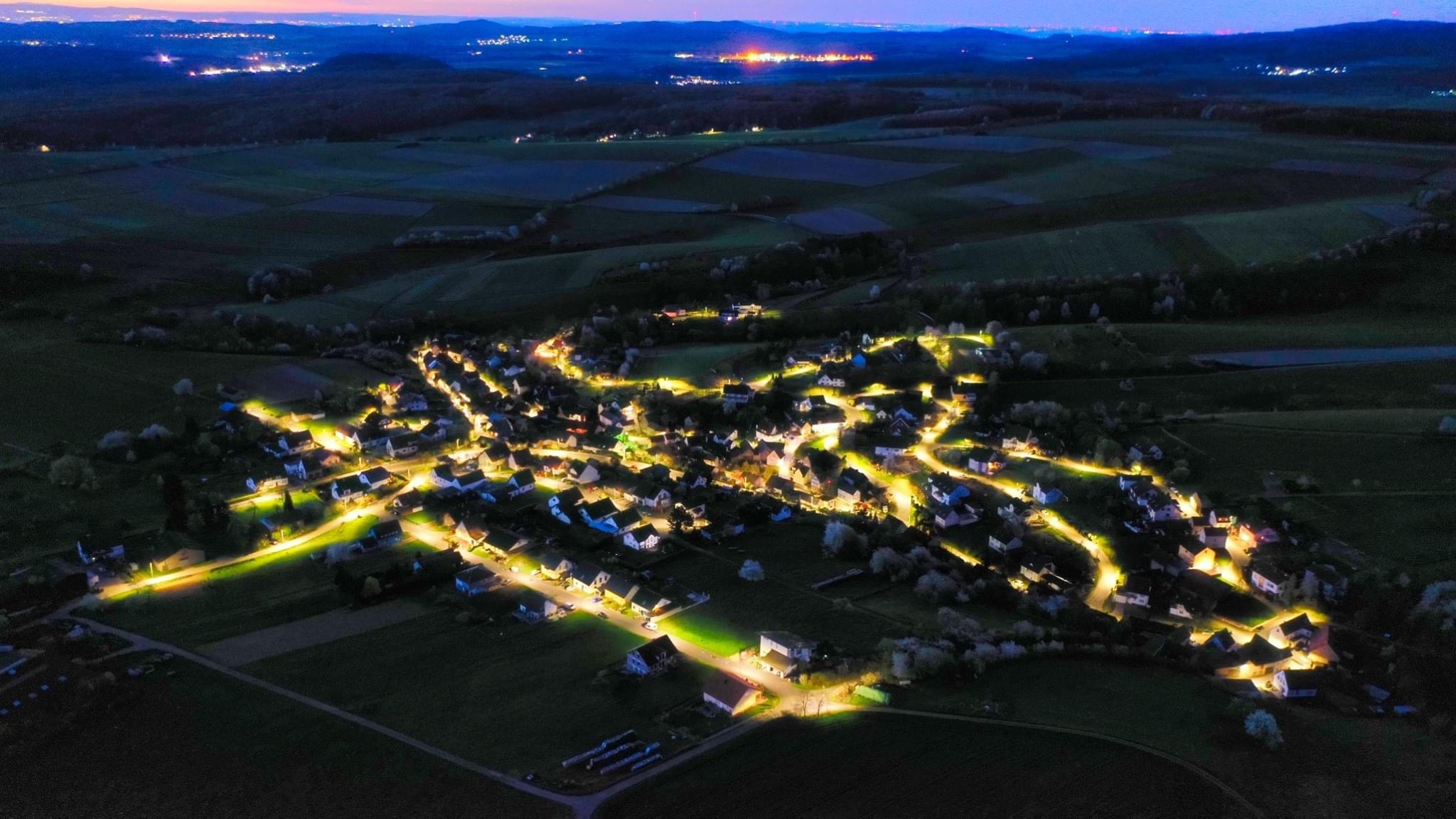
Dedenbach erwacht